# Port de Savonlinna
Le port de Savonlinna (finnois : Savonlinnan satama, LOCODE:FI SVL) est un port situé à Savonlinna en Finlande

## Présentation
Le port de Savonlinna est le nom pour un port de passagers et un port de transport de marchandises. 
Les zones portuaires sont situées au bord du lac Pihlajavesi, au sud du centre-ville de Savonlinna,. 
Le port de Savonlinna désigne le port de passagers et le port de fret.
En outre, la ville de Savonlinna a également plusieurs marinas d'invités (Haislahti, Casino, Törninpyörä et Savonranta) à l'usage des plaisanciers.

## Port de passagers de Savonlinna
Il est situé au centre-ville au sud de la place du marché.
Son tirant d'eau est de 2,4 mètres, et sa jetée a une longueur de 365 mètres. 
Pendant l'été, un trafic régulier va de Savonlinna au port de Kuopio.

## Port de fret de Vuohisaari
Le port en eaux profondes de Savonlinna ou port de fret de Vuohisaari est situe sur l'ile  Vuohisaari à Pääskylahti, au sud-est de l'usine UPM. 
Son tirant d'eau est de 4,2 mètres, sa jetée est longue de 100 mètres. 
La construction de ce nouveau port en eau profonde s'est achevée à la fin de 2014. 
Le port profond est situé à environ 2,5 kilomètres à l'est du port de passagers,.
L'ancien port en eau profonde était situé dans le centre-ville à côté du marché de la ville (Kipparinkatu), qui était loin des nombreuses entreprises industrielles qui avaient besoin de transports.

## Vues du port

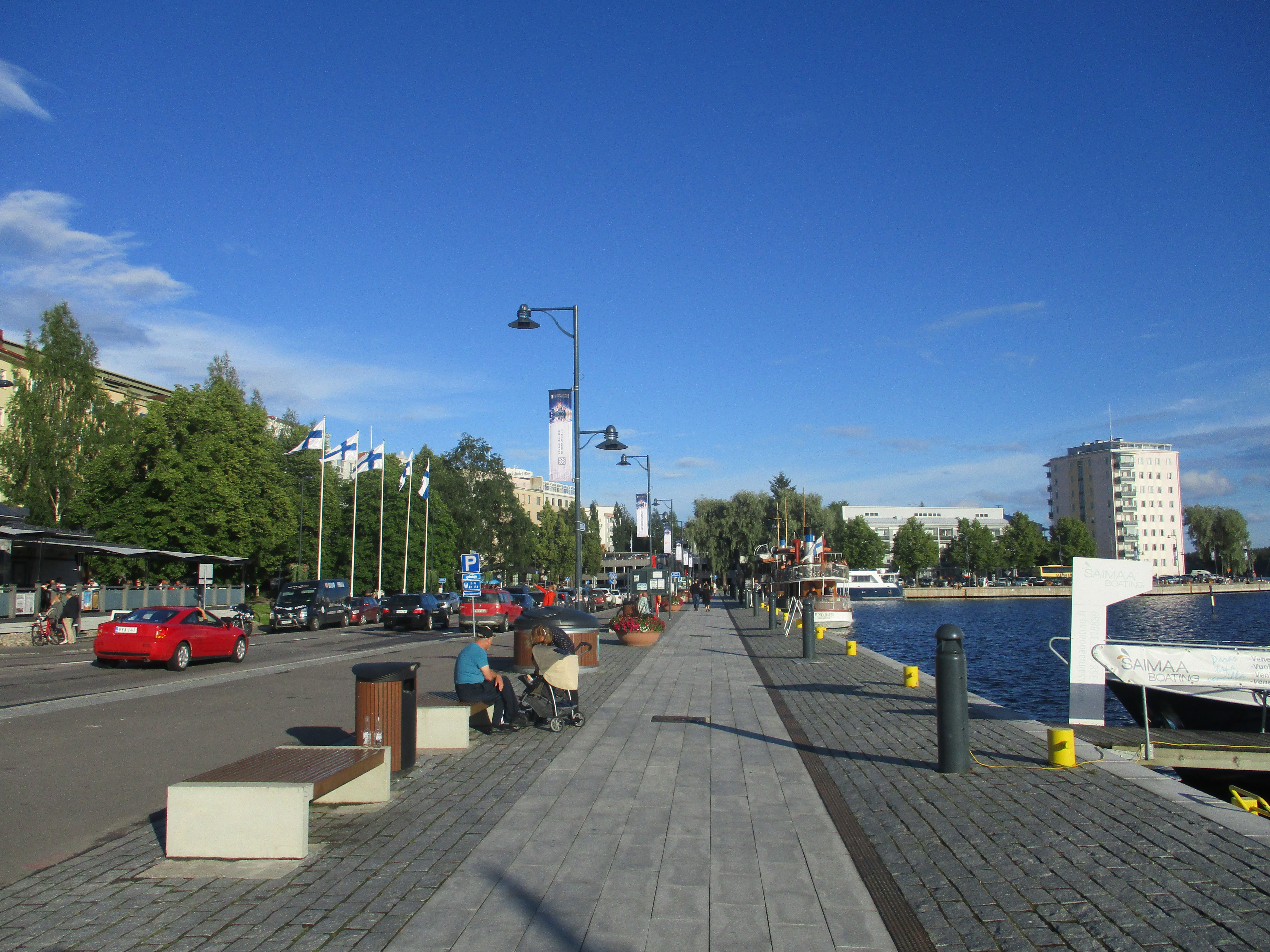
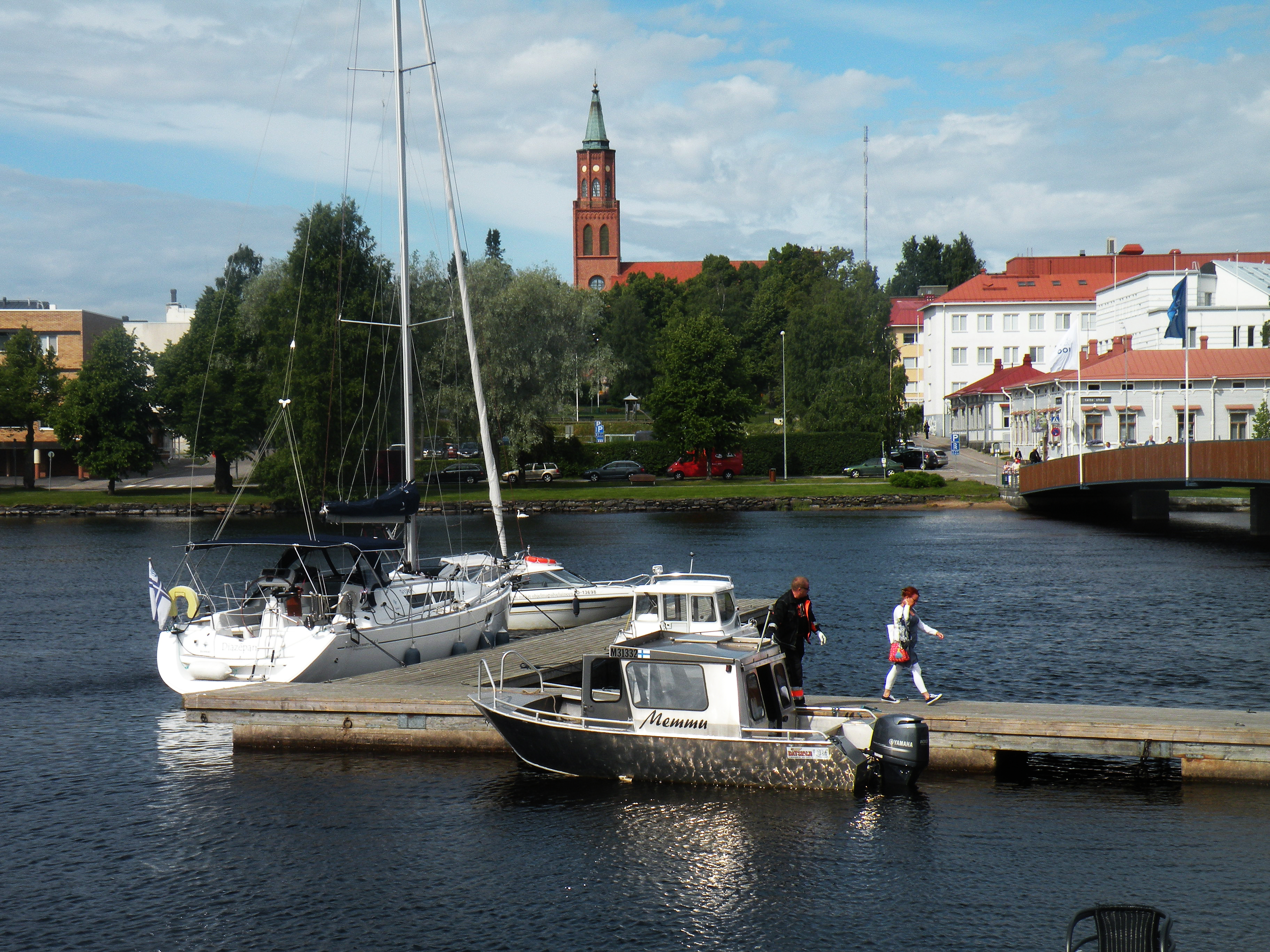
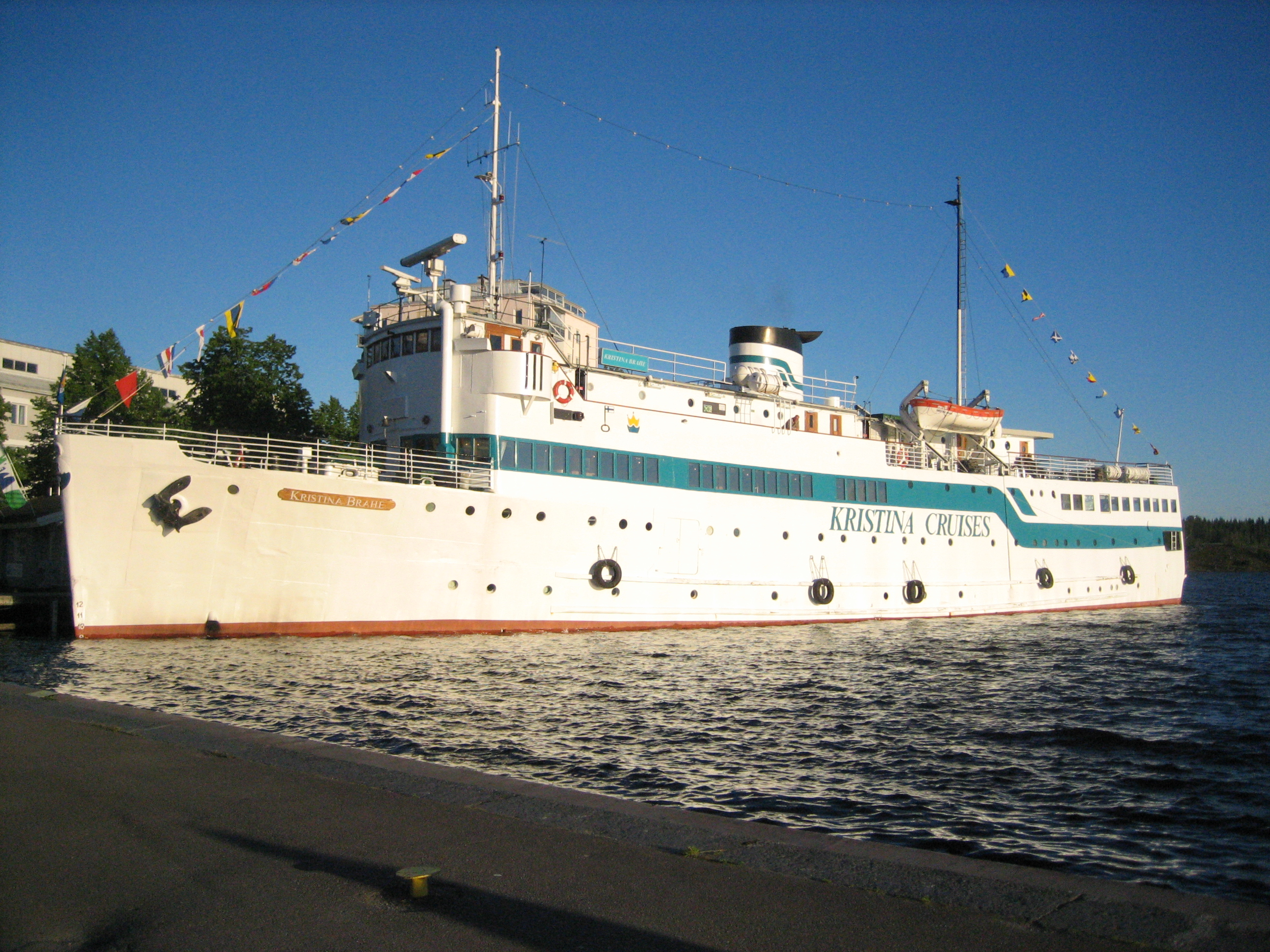
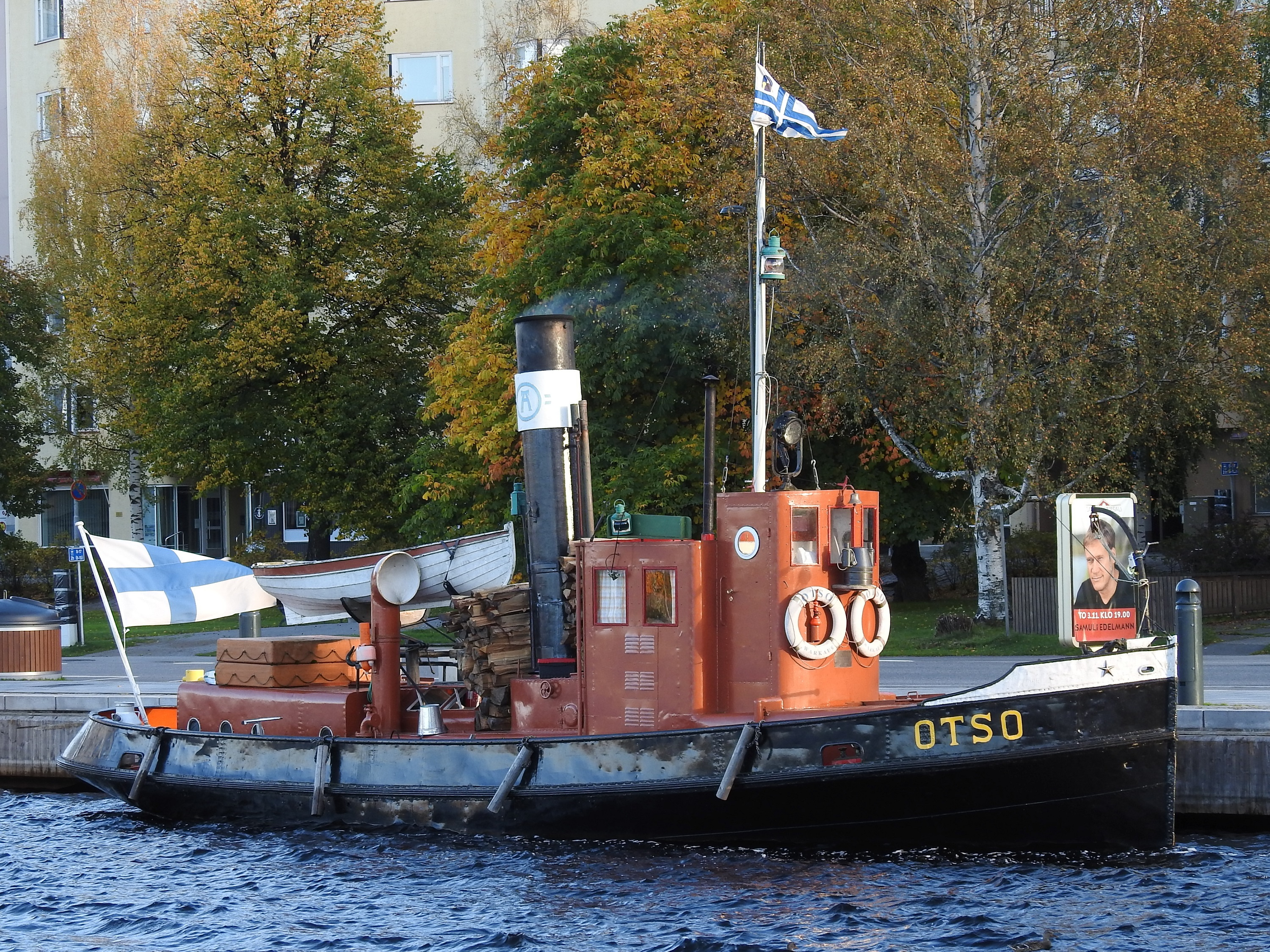